# Étienne La Font de Saint-Yenne
Étienne La Font de Saint-Yenne est un critique d'art français né le 9 décembre 1688 et décédé le 16 juin 1771.
E. La Font de Saint-Yenne est considéré comme un des fondateurs de la critique d'art en France. Dans ses publications, Réflexions sur l'état de la peinture en France (1747), libelle publié en Hollande, ou encore L'Ombre du grand Colbert (1752), il émet l'idée d'un droit de chacun à parler des œuvres exposées au Salon, des projets d'architecture ou d'urbanisme en cours, ainsi que de la littérature du temps. 
Dès 1746, il proposait notamment dans son Dialogue du Grand Colbert l'idée de créer un lieu pour présenter les chefs-d'œuvre des collections royales afin de les prévenir de toutes dégradations physiques liées à leur conservation désastreuses dans les cabinets du Roi :
«Vous vous souvenez sans doute, ô grand ministre, de l'immense et précieuse collection de tableaux que vous engageâtes Louis XIV de faire enlever à l'Italie et aux autres pays étrangers, avec des frais considérables, pour meubler dignement ses palais. Vous pensez (eh! qui ne penserait comme vous!) que ces richesses sont exposés à l'admiration et à la joie des Français de posséder de si rares trésors, ou à la curiosité des étrangers, ou enfin à l'étude et à l'émulation de notre école? Sachez, ô grand Colbert, que ces beaux ouvrages n'ont pas revu la lumière et qu'ils ont passé, des places honorables qu'ils occupaient dans les cabinets de leurs possesseurs, à une obscure prison de Versailles, où ils périssent depuis plus de cinquante ans».
Il donne comme exemple le cas des Rubens de la galerie Médicis du palais du Luxembourg :
«Ils sont... du côté de la cour presque détruits par la négligence des concierges qui laissent les vitraux des croisés ouverts dans les jours les plus brûlants et dévorer à l'ardeur du soleil, depuis midi jusqu'à ce qu'il soit entièrement couché, ces tableaux sans prix, ces beautés que toutes les richesses des souverains ne pourraient aujourd'hui remplacer».
Dans les Réflexions sur quelques causes de l'État présent de la peinture en France avec un examen des principaux ouvrages exposés au Louvre, ce mois d'août 1746 parues en 1747, il demande la création d'un musée accessible par tous :
«Le moyen que je propose pour l'avantage le plus prompt et en même temps le plus efficace pour un rétablissement durable de la peinture ce serait donc de choisir dans ce palais, ou quelque part, un lieu propre à placer à demeure les chefs-d'œuvre des plus grands maîtres de l'Europe, et d'un prix infini, qui composent le cabinet des tableaux de Sa Majesté, entassés aujourd'hui et ensevelis dans de petites pièces mal éclairées et cachés dans la ville de Versailles, inconnus ou indifférents à la curiosité des étrangers par l'impossibilité de les voir... Telle serait la galerie que l'on vient de proposer, bâtie exprès dans le Louvre, où toutes les richesses immenses et ignorées seraient rangées dans un bel ordre, et entretenues ans le meilleur état par un artiste intelligent et chargé de veiller avec attention à leur parfaite conservation...»

## Une personnalité à l'image contrastée

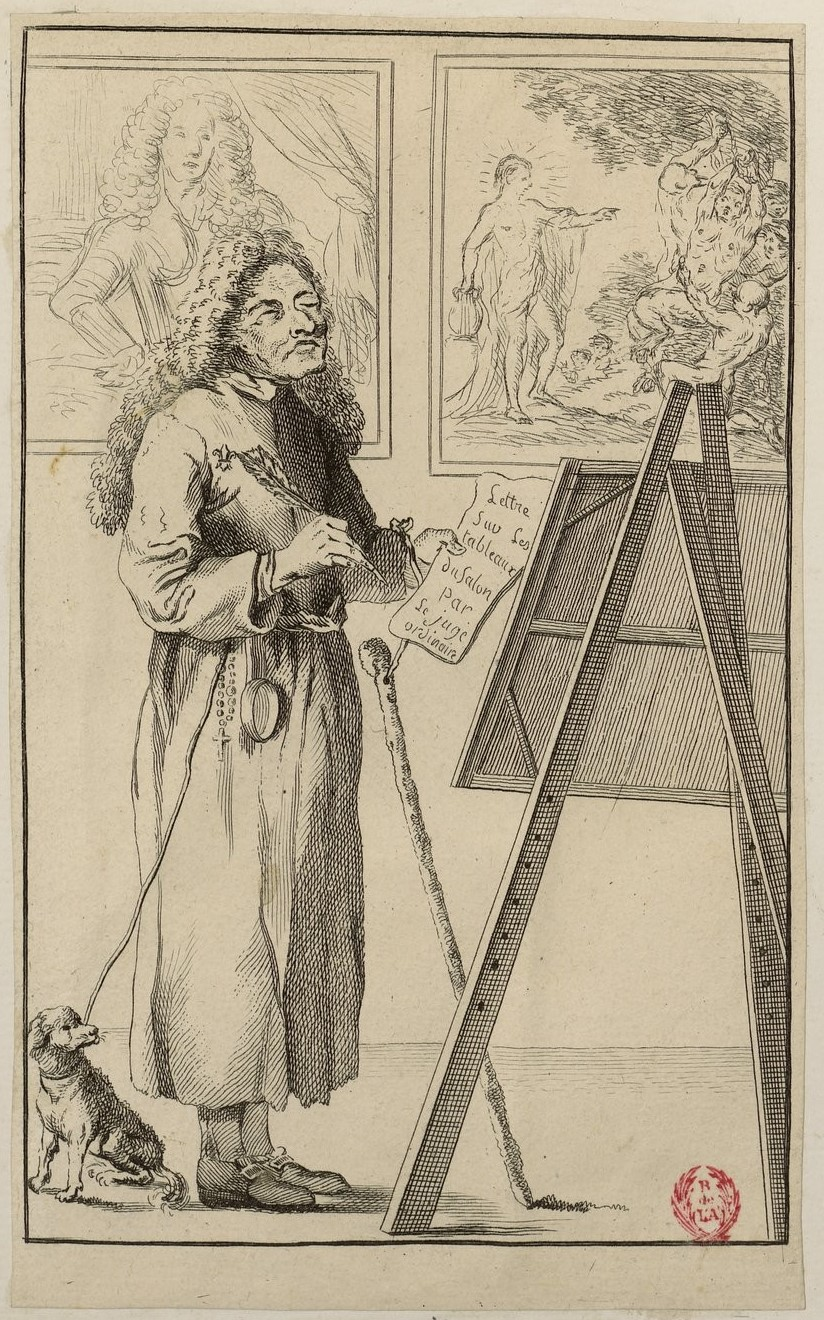
Le critique d'art aveugle. Caricature de La Font de Saint-Yenne.

Même s'il est l'un des principaux instigateurs du premier salon, il est aussi la cible de caricatures satiriques de la part des exposants. Lorsqu'il publie ses " Réflexions sur quelques causes de l’État présent de la peinture en France en 1747 ", il se dit porte parole du public et compte donner des critiques aussi bien positives qu'acerbes des œuvres comme cela se fait pour les pièces de théâtre à l'époque.
Il existe plusieurs feuillets le discréditant comme un dessin de Portien gravé par Claude Henri Watelet le représentant aveugle ne pouvant donner qu'un jugement superficiel aux œuvres exposées. D'autres artistes agissent de façon anonyme à travers des œuvres plus grivoises avec La Font de Saint-Yenne examinant la Fontaine des Innocents, en contractant un jeu de mots à partir du nom du critique.

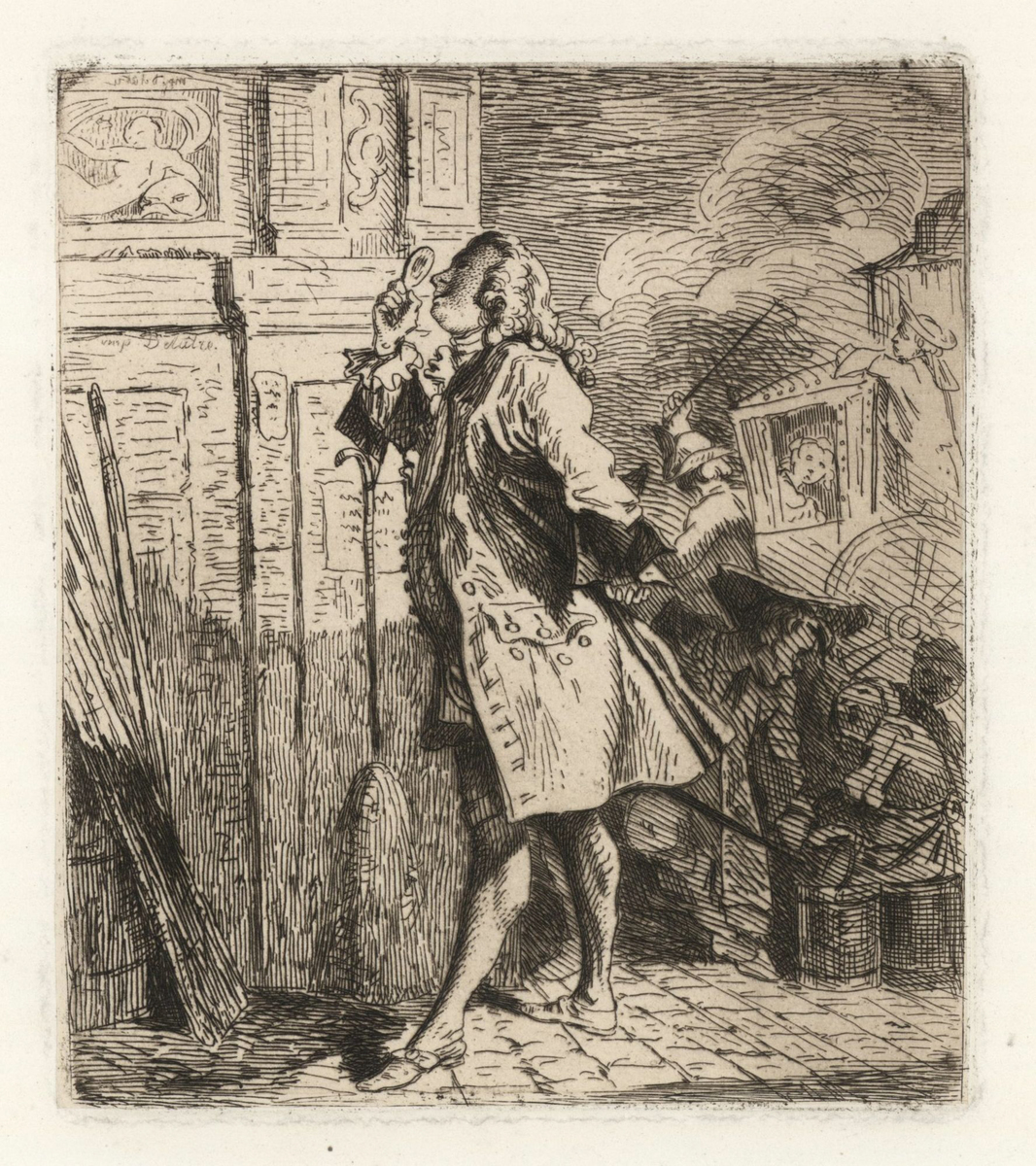
Lafont de Saint-Yenne examinant la Fontaine des Innocents.

En cela La Font de Saint-Yenne participe à une large querelle opposant les académiciens aux critiques d'art qui s'explique de plusieurs manières: tout d'abord la critique d'art n'en est qu'à ses débuts et les artistes jugent les hommes de lettres illégitimes à porter atteinte à leurs œuvres. Ensuite ces critiques viennent mettre à mal les artistes qui exposent dans le but commercial de trouver des commanditaires. Il en va de même pour les auteurs des critiques qui profitent de la visibilité des salons pour vendre leurs libelles au public. Enfin ces critiques émanant d'hommes de lettres peuvent s'expliquer par un contexte pré-révolutionnaire  car les exposants sont pour la majeure partie des académiciens royaux et les critiquer revient à critiquer le pouvoir. 

## Œuvres
- Ode sur les progrès de la peinture sous le règne de Louis le Grand, 1725.
- Réflexions sur quelques causes de l'État présent de la peinture en France, avec un Examen des principaux Ouvrages exposés au Louvre le mois d'Août 1746, à La Haye, chez Jean Neaulme, 1747.

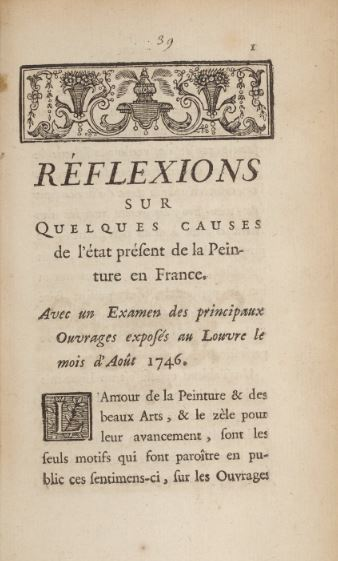
Réflexions sur quelques causes de l'état présent de la peinture en France. Avec un examen des principaux Ouvrages exposés au Louvre le mois d'Août 1746, La Haye, Jean Naulme, 1747.

- Lettre de l'auteur des Réflexions sur la peinture et de l'examen des ouvrages exposées au Louvre en 1746.
- Lettre sur l'histoire du Parlement d'Angleterre écrite à M. le C. de G. par l'auteur des Réflexions sur la peinture et les causes de son état présent en France, 1748.
- L'Ombre du grand Colbert, le Louvre et la Ville de Paris, dialogue, La Haye, 1749.
- Lettre à l'Auteur du Mercure, contenant une justification de l'auteur sur des Brochures qu'on lui a injustement attribuées, Mercure de France septembre 1749.
- Remerciement des habitants de la Ville de Paris à Sa Majesté, au sujet de l'achèvement du Louvre, 1749.
- Lettre sur la pièce de "Cénie", écrite à Mme de Gr***, 1750.
- Examen d'un Essai sur l'Architecture, avec quelques remarques sur cette science traitée dans l'esprit des beaux-arts, Paris, M. Lambert, 1753.
- Sentiments sur quelques ouvrages de peinture, sculptures et gravure, Écrits à un particulier en province, 1754.
- Le Génie du Louvre aux Champs-Élysées. Dialogue entre la ville de Paris, le Louvre, l'Ombre de Colbert et Perrault. Avec deux lettres de l'auteur sur le même sujet, 1756.
- Lettre à M. Grasset, de l'Académie Française, au sujet de celle qu'il a publiée sur la Comédie, 1759.
- Lettre à M*** contenant quelques observations sur le poème de "L'Art de peindre", 1760.

Edition critique : 
- Œuvre critique, Etienne Jollet (éd.), Paris, Ecole nationale supérieure des beaux-arts, 2001.